# 湯斯維爾鎮區 (北卡羅萊納州萬斯縣)
湯斯維爾鎮區（英語：Townsville Township）是位於美國北卡羅萊納州萬斯縣的一個鎮區。

## 地方資料
湯斯維爾鎮區的面積為102.14平方千米，當中陸地面積為85.37平方千米，而水域面積為16.77平方千米。根據2020年美國人口普查的數據，當地共有人口1283人，而人口密度為每平方千米12.56人。